# Gorka Unda
Gorka José Unda Velasco (* 16. Juni 1987 in Madrid) ist ein ehemaliger spanischer Fußballspieler.

## Karriere
Unda begann seine Karriere bei Rayo Majadahonda, für das er in der viertklassigen Tercera División zum Einsatz kam. Zur Saison 2007/08 wechselte er zu Real Madrid Castilla, der drittklassigen B-Mannschaft von Real Madrid. Sein Debüt in der Segunda División B gab er im August 2007, als er am ersten Spieltag jener Saison gegen die UD San Sebastián de los Reyes in der 54. Minute für José Callejón eingewechselt wurde. Bis Saisonende kam er zu sieben Einsätzen. Nach drei Einsätzen in der Saison 2008/09 wurde er im Januar 2009 an den CD Guadalajara verliehen, für den er bis Saisonende sieben Mal zum Einsatz kam.
Nach dem Ende der Leihe kehrte er zur Saison 2009/10 zu Real Madrid zurück, wo er jedoch fortan für die viertklassige C-Mannschaft spielte. Zur Saison 2010/11 wechselte er zur drittklassigen B-Mannschaft des FC Getafe, für die er 14 Spiele absolvierte. Zur Saison 2011/12 kehrte er zum Viertligisten Rayo Majadahonda zurück, bei dem er einst seine Karriere begonnen hatte. Zur Saison 2012/13 wechselte er nach Österreich zum Zweitligisten SKN St. Pölten, bei dem er einen bis Juni 2013 laufenden Vertrag erhielt. Sein Debüt in der zweiten Liga gab Unda im Juli 2012, als er am ersten Spieltag jener Saison gegen den First Vienna FC in der Startelf stand. Sein erstes Tor erzielte er im August 2012 bei einem 4:1-Sieg gegen den FC Blau-Weiß Linz. Bis Saisonende kam er zu 32 Ligaeinsätzen, in denen er ein Tor erzielte. Nach dem Ende seines Vertrags in St. Pölten kehrte er zur Saison 2013/14 zu Majadahonda zurück.
Im Januar 2014 wechselte er nach Thailand zum Erstligisten Sisaket FC. Für Sisaket absolvierte er in der Saison 2014 35 Spiele in der Thai Premier League, in denen er drei Tore erzielte. Zur Saison 2015 wechselte er zum Ligakonkurrenten Port FC. Für Port kam er in der Saison 2015 zu 33 Einsätzen, in denen er fünf Tore erzielte.
Zur Saison 2016 wechselte er zum Zweitligisten Khon Kaen United FC. Nach einer Saison bei Khon Kaen wechselte er zur Saison 2017 zum Songkhla United FC. Nach einem halben Jahr bei Songkhla schloss er sich im Juni 2017 dem Chainat Hornbill FC an, mit dem er zu Saisonende in die Thai League aufstieg. Daraufhin wechselte Unda zur Saison 2018 zum Zweitligisten Angthong FC. Zur Saison 2019 kehrte er zum Erstligisten Chainat Hornbill FC zurück. Nach vier Einsätzen wurde sein Vertrag im Juni 2019 aufgelöst. Im Juli 2019 beendete er seine Karriere als Fußballspieler.